# Герб Пястов
Герб Пястов (пол. herb Piastów, herb Piastów małopolskich) — польский дворянский герб первой польской княжеской и королевской династии Пясты. Также герб является гербом Польши и частью многих гербов польских воеводств.

## Описание герба
В червлёном поле серебряный орёл с золотой короной, лапами и вооружением.

## История
О начале истории герба можно говорить со времени коронации Пшемысла II в 1295 году. Именно начиная с его правления белый (если точнее — серебряный) орёл в короне на красном щите стал гербом Польши и династии Пястов. Хотя само изображение белого орла появилось намного раньше. В 966 году, когда Мешко I, принадлежащий к роду Пястов, крестил Польшу по западному обряду, символом правящей династии Пястов и столицы Польши на щитах, знамёнах и печатях становится белый одноглавый орел. По легенде, в VIII веке родоначальник династии князь Лех заложил город Гнезно на месте, где высоко в небе на фоне заката парил белый орел, а на холме находилось орлиное гнездо. Цвет багряного неба и стал цветом поля герба Пястов, а также долгое время и польского знамени, на котором изображался белый орел.
Так же не исключено, что орёл стал государственным символом, аналогично, как чёрный орёл являлся символом Священной Римской империи. Только, в знак независимости Польской Короны, польский орёл стал белым, и смотрящим в противоположную сторону.
Как герб Гнезно белый орёл в красном поле был уже в XIV веке, когда город являлся ещё только центром одного из многих польских княжеств.
Локетек и Казимир Великий использовали этот герб куявских земель как собственный.
С приходом ягеллонской династии было образовано новое государство — Речь Посполитая, где Белый Орёл остался символом Королевства Польского (Короны), хоть уже и не являлся гербом династии, когда его использовали Ягеллоны.

## Гербы Польского государства в разные периоды
- Герб первой польской княжеской и королевской династии Пястов.
- Герб Речи Посполитой —  польско-литовского государства в конце XVI — XVIII веках: польский орёл и Погоня - герб Великого княжества Литовского
- Государственный герб Царства польского - польский орёл на фоне герба России
- Герб Польской Народной Республики (1944 - 1990) - орёл без короны

## Гербы польских воеводств с изображением белого орла
- Герб Варминско-Мазурского воеводства.
- Герб Великопольского воеводства
- Герб Лодзинского воеводства
- Герб Любушского воеводства
- Герб Мазовецкого воеводства
- Герб Малопольского воеводства
- Герб Подляского воеводства
- Герб Свентокшиского воеводства